# Svenske ryttaren
Svenske ryttaren är en svensk dramafilm från 1949 i regi av Gustaf Edgren.

## Om filmen
Filmen premiärvisades 26 september 1949 på biograf Röda Kvarn i Linköping. Den spelades in i Filmstaden Råsunda med exteriörer från Uppsala, Strömsbergs bruk, Wallstanäs, Viks slott och Torekov i Skåne av Åke Dahlqvist. Som förlaga har man Leo Perutz roman Der schwedische Reiter från 1936. 

## Roller i urval
- Elisabeth Söderström - Agneta von Kreschwitz och Agneta Gyllencrona
- Kenne Fant - Jacob
- Åke Söderblom - Stenius och Lergöken
- Gunnel Broström - Svarta Lisa
- Harry Ahlin - Saltza, greve
- Magnus Kesster - Förvaltare
- Sture Ericson - Mickel
- Barbro Nordin - Margareta
- Tommy Blomquist - Karl
- Ingemar Pallin - Christian af Thornefeldt och Henrik Lettnoff
- Gull Natorp - grevinnan Gyllencrona
- Tor Borong - ryttmästare
- Robert Peiper - krögare
- Wiktor "Kulörten" Andersson - munskänk
- Olle Ek - betjänt

## Filmmusik i urval
- Filmen innehåller längre eller kortare avsnitt ur operorna
- Fra Diavolo, kompositör Daniel François Ésprit Auber
- Friskytten, kompositör Carl Maria von Weber
- Oberon, kompositör Carl Maria von Weber
- Tjuvskytten, kompositör Albert Lortzing
- Wilhelm Tel, kompositör Gioacchino Rossini